# MotoGP 3: Ultimate Racing Technology
MotoGP 3: Ultimate Racing Technology è un videogioco per Xbox e Microsoft Windows, sviluppato dalla THQ e pubblicato dalla Halifax per entrambi. Il gioco si basa sulla stagione 2004 della classe MotoGP. Sono presenti tutti i piloti e tutti i circuiti.

## Modalità di gioco

### Xbox
- Campionato MotoGP;
- Partita rapida;
- Extreme.

### Microsoft Windows
- Gara veloce;
- Modalità carriera;
- Prova a tempo;
- Allenamento;
- LAN.

## Valutazioni
La versione per Xbox è apprezzata per la sua grafica (soprattutto vengono ben valutati gli effetti di luce) e per la sua longevità, anche grazie all'opzione multiplayer presente nelle modalità Partita Rapida ed Extreme. Non viene invece apprezzato il gameplay. Valutazioni simili per la versione PC.